# Yūgumo (1941)
El Yūgumo (巻雲 nube nocturna?) fue un destructor líder de su clase. Sirvió en la Armada Imperial Japonesa durante la Segunda Guerra Mundial.

## Historia

### Diseño
Su clase fue diseñada para reemplazar a la clase Kagerō con pequeñas mejoras en el aumento de sus capacidades antiaéreas.

### Segunda Guerra Mundial
El Yūgumo intervino en las batallas de Midway, las Salomón Orientales y las islas Santa Cruz. 
Del 7 al 10 de noviembre de 1942 realizó un transporte de tropas a Guadalcanal. Haría lo propio en Buna los días 17 y 22. En el mismo Guadalcanal, los días 1 y 4 de febrero de 1943, el Yūgumo realizó una evacuación de tropas. Tres días después haría lo propio en las islas Russell. Los días 1 y 5 de abril transportó tropas a Kolombangara.
Tras un breve descanso, el Yūgumo volvió a evacuar a 479 soldados de Kiska el 29 de julio. Nuevamente descansaría hasta el 2 de octubre, cuando intervino en la evacuación de tropas en Kolombangara. Poco días después, en la noche del 6 al 7, el Yūgumo, en su camino a evacuar a las tropas de Vella Lavella, entró en combate con destructores americanos hundiendo al USS Chevalier con un torpedo. A su vez, el Yūgumo también resultó dañado y posteriormente hundido por el propio Chevalier junto con el USS Selfridge, a 24 km al noreste de Vella Lavella, con 138 muertos. De los 103 supervivientes, 78 fueron rescatados por americanos y los otros 25 lograron alcanzar líneas amigas.